# Thor (HSK 4)
Pour les articles homonymes, voir Thor (homonymie) et HSK.
Le Thor (HSK 4) (ou Schiff 10) est un croiseur auxiliaire de la Kriegsmarine. Il est issu du cargo Santa Cruz. Il était connu par la Royal Navy sous le nom de Raider E.
Il effectua une campagne de destruction de navires de commerce avant d'être détruit par l'explosion de l’Uckermarck dans le port de Yokohama.

## Campagnes

### Première campagne (juin 1940-avril 1941)
Comme les autres croiseurs auxiliaires allemands, la mission du Thor était de couler le maximum de navires de commerce alliés dans une guerre de course. Ainsi, le 6 juin 1940, il appareilla de Kiel sous le commandement du capitaine Otto Kaehler et mit le cap sur la zone de trafic maritime intense entre l'Amérique du Sud et l'Europe, là où l’Admiral Graf Spee pensait pouvoir faire un carnage quelques mois plus tôt.
Sur place, il coula six bateaux de commerce. Ce fait ajouté à la destruction de deux cargos par le croiseur auxiliaire Widder au large des Antilles, fit réagir l'Amirauté britannique. Celle-ci envoya le contre-amiral Henry Harwood, qui avait vaincu le Graf Spee, avec une escadre comprenant le croiseur Hawkins et le croiseur auxiliaire Alcantara.
Les deux navires britanniques se mirent à ratisser séparément les routes de passage des cargos. Le 28 juillet, la vigie de l’Alcantara signala un navire suspect, celui-ci arrivait sur lui à toute vitesse. L'équipage britannique fut surpris quand ce navire qui avait l'apparence d'un cargo se mit à lui tirer des obus de 150 mm. L’Alcantara riposta mais ses canons n'avaient pas une portée suffisante ; il décida de se rapprocher mais ce fut une erreur car les tirs du Thor se firent plus précis. Celui-ci se mit en position d'utiliser toutes ses pièces de 150 mm. Le croiseur britannique tenta bien de fuir mais plusieurs coups au but détruisirent la passerelle et l'avant du navire et deux autres coups au niveau de la ligne de flottaison achevèrent le navire. Sur le Hawkins, le contre-amiral Harwood qui suivait le compte-rendu du combat à la radio fut stupéfait, il ignorait la puissance du Raider.
Le Thor  quitta rapidement la zone du combat pour éviter les navires de combat britanniques et se rendit dans une zone désertique de l'Atlantique Sud située entre le cap de Bonne-Espérance et la Patagonie. Là, il se ravitailla en vivres, en mazout et en munitions. Le navire fut repeint et les charpentiers lui donnèrent une nouvelle silhouette.
Début septembre, il remonta vers le nord-est pour continuer ses attaques mais la zone était devenue dangereuse à cause des navires de guerre qui croisaient, de plus les navires voyageaient désormais en convois. Cela ne l'empêcha pas de couler deux navires qui s'étaient écartés des voies protégées. Cependant, sa campagne n'étant pas pour le moment un franc succès, il se dirigea vers le côtes du Brésil. Malheureusement, le premier navire sur lequel il tomba était aussi un croiseur auxiliaire, le Carnavon Castle doté d'un armement similaire à l’Alcantara. Le croiseur britannique n'opposa pas plus de résistance que son homologue coulé quelques mois plus tôt.
Après cet épisode, se sachant activement recherché, le Thor mit le cap vers l'Atlantique central où il s'embusqua. Son attente dura jusqu'en mars 1941 : le 25 il coula deux cargos, puis il rencontra de nouveau un croiseur doté cette fois d'un armement plus important, il s'agissait du Voltaire. À l'aube du 4 avril, le Thor fondit par surprise et détruisit aussitôt la radio et la passerelle. Mais la riposte ne se fit pas attendre. Le combat fut intense et avant de couler le croiseur infligea de sérieux dégâts au Thor. L'équipage du HMS Voltaire fut fait prisonnier et le commandant du Thor décida de mettre cap sur l'Allemagne en passant par le détroit de Danemark, en raison des avaries subies.
Il arriva à Hambourg le 30 avril 1941, après 11 mois de campagne et 13 navires coulés dont 3 croiseurs auxiliaires ce qui représente un tonnage de 84 000 t.

### Seconde campagne (janvier 1942 - novembre 1942)
Après avoir été remis en état, il appareilla de Kiel au début de l'année 1942 et rejoignit Bordeaux en passant audacieusement par la Manche sous le commandement du capitaine Günther Gumprich (de). Il en repartit le 14 janvier après s'être approvisionné. Il se dirigea vers l'Atlantique Sud afin de détruire les baleiniers se trouvant en zone antarctique. Mais après un mois de recherches infructueuses, il remonta vers le nord et rejoignit le ravitailleur Regensburg le 24 mars dans la région de Tristan da Cunha. Ce n'est que mi-avril qu'il rencontra une première cible, un cargo grec dont il fit prisonnier l'équipage avant qu'il puisse donner l'alerte. Celui-ci fut transféré sur le Regensburg.
Il remonta alors vers la zone de transit entre l'Afrique du Sud et le Brésil, où les cargos naviguaient de façon isolée. Il y intercepta trois cargos vides, qui furent coulés et leur équipage se vit transféré sur le ravitailleur. Le 10 avril, il intercepta le cargo Kirkpool de nuit grâce à son radar, le coula et fit prisonnier l'équipage. Cependant en écoutant les transmissions radio, il s'aperçut que trois croiseurs dont un auxiliaire étaient sur ses traces. Il se dirigea alors vers l'océan Indien. Le 10 mai, il rencontra le paquebot australien Nankin, il le captura, il fut alors renommé Leuthen et mis sous la responsabilité du Regensburg.
Il dut attendre le mois de juin pour retrouver des cibles. En effet ce mois là, il coula 4 navires. Ne souhaitant pas continuer à tourner en rond, il prit la direction de Yokohama (Japon). Sur le chemin il coula encore un cargo.
Il avait coulé pendant cette seconde campagne, 9 navires soit l'équivalent de 50 000 t et capturé le paquebot Nankin.
Il sera détruit lors de l'explosion de l’Uckermark dans le port de Yokohama, le 30 novembre 1942. Cette explosion serait vraisemblablement due à une réaction chimique entre le solvant permettant de nettoyer les cuves du pétrolier et des vapeurs de pétrole.

## Liste des navires victimes duThor
| Première campagne - Kertosono : cargo hollandais - Delambre : cargo britannique - Bruges : cargo belge - Gracefield : cargo britannique - Wendover : cargo britannique - Tela : cargo belge - Alcantara : croiseur auxiliaire britannique - Kosmos : pétrolier norvégien - Natia : navire réfrigéré britannique - Carnarvon Castle : croiseur auxiliaire britannique - Britannia : paquebot britannique - Trolleholm : cargo suédois - Voltaire : croiseur auxiliaire britannique | Seconde campagne - Pagasitikos : cargo grec - Wellpark : cargo britannique - Willesden : cargo britannique - Aust : cargo norvégien - Kirkpool : cargo britannique - Nankin : paquebot australien - Olivia : pétrolier hollandais - Herborg : pétrolier norvégien - Madrono : pétrolier norvégien - Indus : navire réfrigéré britannique |